# Gabriel Pech
Pour les articles homonymes, voir Pech (homonymie).
Gabriel Édouard Baptiste Pech est un sculpteur français né à Albi le 21 mai 1854 et mort le 2 décembre 1930 à Saint-Loup-Cammas.

## Biographie
Gabriel Pech est élève à l'École des beaux-arts de Paris dans les ateliers de François Jouffroy, Alexandre Falguière et Antonin Mercié.
Installé à Paris, il est un sculpteur reconnu selon un extrait des registres du conseil de fabrique de la paroisse de la Madeleine[Laquelle ?].
Une de ses œuvres les plus connues est le Monument à Charles Perrault du jardin des Tuileries à Paris, où figure une des rares représentations du Chat botté. Il obtient une médaille de première classe pour cette œuvre. Commandé en marbre en 1903 sur intervention de Jean Jaurès, vice-président de la Chambre et compatriote du sculpteur, le monument est érigé en 1910 après une longue résistance des architectes[réf. nécessaire].

## Distinctions
Gabriel Pech est nommé chevalier de l'ordre national de la Légion d'honneur par décret du 16 août 1900 et promu officier, du même ordre, par décret du 15 janvier 1920.
Il reçoit la médaille d'or à l'exposition universelle de 1900.

## Hommage
Une rue d'Albi porte son nom.

## Œuvres dans les collections publiques
- Albi :
  - église de la Madeleine :
    - Sainte Marie-Madeleine, 1904. Cette statue, qui achevait la décoration de l'église, prenait la place du crucifix dans le chœur ;
    - Autel aux morts de la guerre, 1922, bas-relief.

  - Monument au colonel Teyssier.
  - face à l’ancienne bibliothèque : Monument à Rochegude, buste.
  - Sophocle, statue.
- Carmaux, place Jean-Jaurès : Monument à Jean Jaurès, 1923, groupe en marbre. Plastiqué par des vandales le 29 septembre 1981, une copie à l’identique est inaugurée le 6 novembre 1983[4].
- Castres : Monument à Jean Jaurès, 1925, inaugurée en présence d'Édouard Herriot, président du Conseil et de l'amiral Louis Jaurès.
- Châtillon-sur-Seine : Monument à Nisard, 1890. Gabriel Pech y réalise le buste de Désiré Nisard en 1890, et le médaillon d'Auguste Nisard en 1895.
- Lavaur, musée du Pays Vaurais : Portait présumé de Jean Jaurès, buste.
- Paris :
  - jardin des Tuileries :
    - Monument à Charles Perrault, entre 1903 et 1908, groupe en marbre[5] ;
    - Monument à Edith Cavell, 1920. Offert à la Ville de Paris par le journal Le Matin, il fut inauguré le 12 juin 1920 par André Maginot et détruit le 14 juin 1940 par l'occupant allemand.

  - musée d'Orsay : Personnage couché sur une table, haut-relief, esquisse en plâtre[6].
  - Monument aux Morts de Brassac (Tarn): Soldat de 14-18. Comte Roland de Brassac.

Œuvres de Gabriel Pech
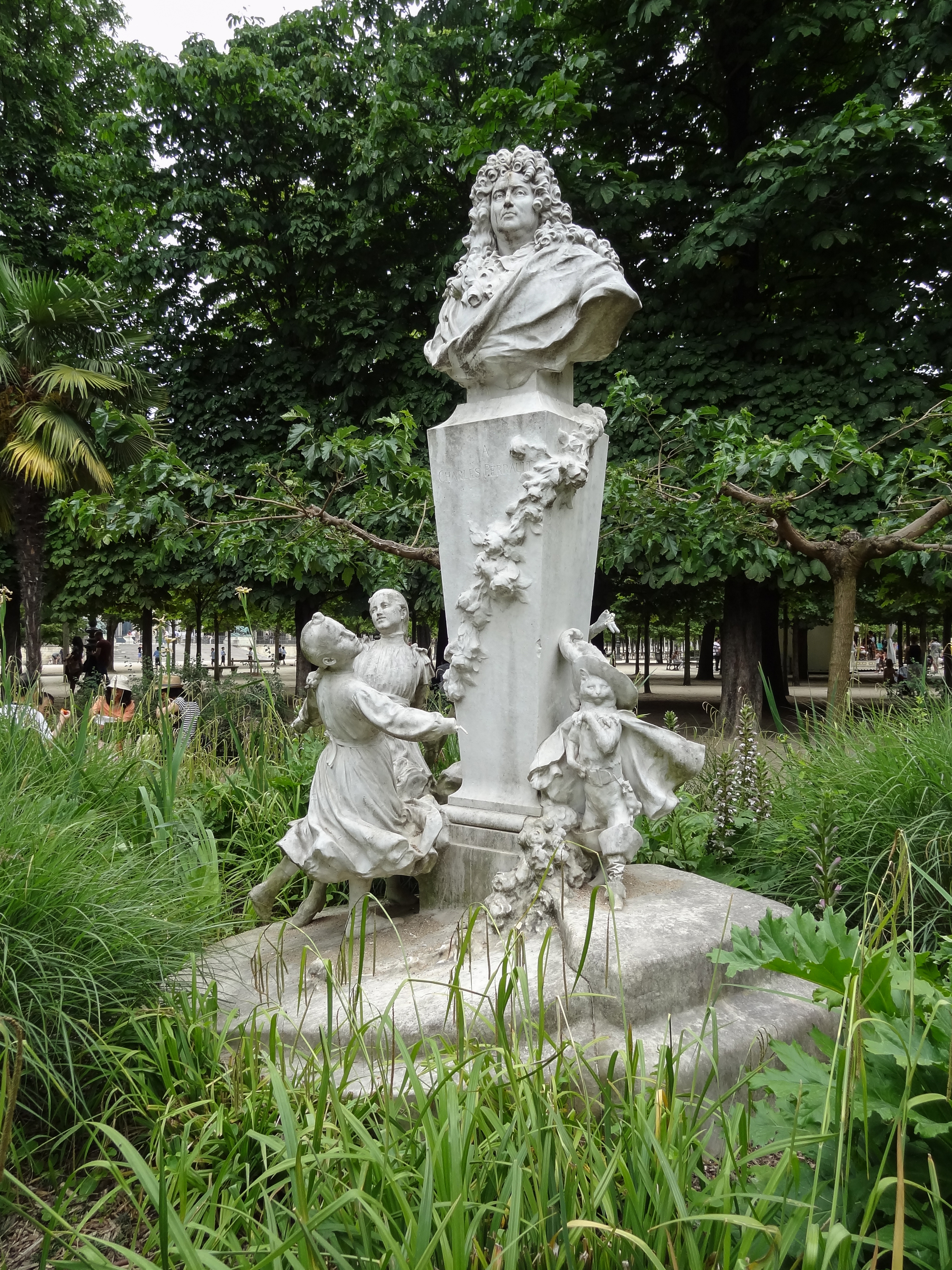
Monument à Charles Perrault (entre 1903 et 1908), Paris, jardin des Tuileries.
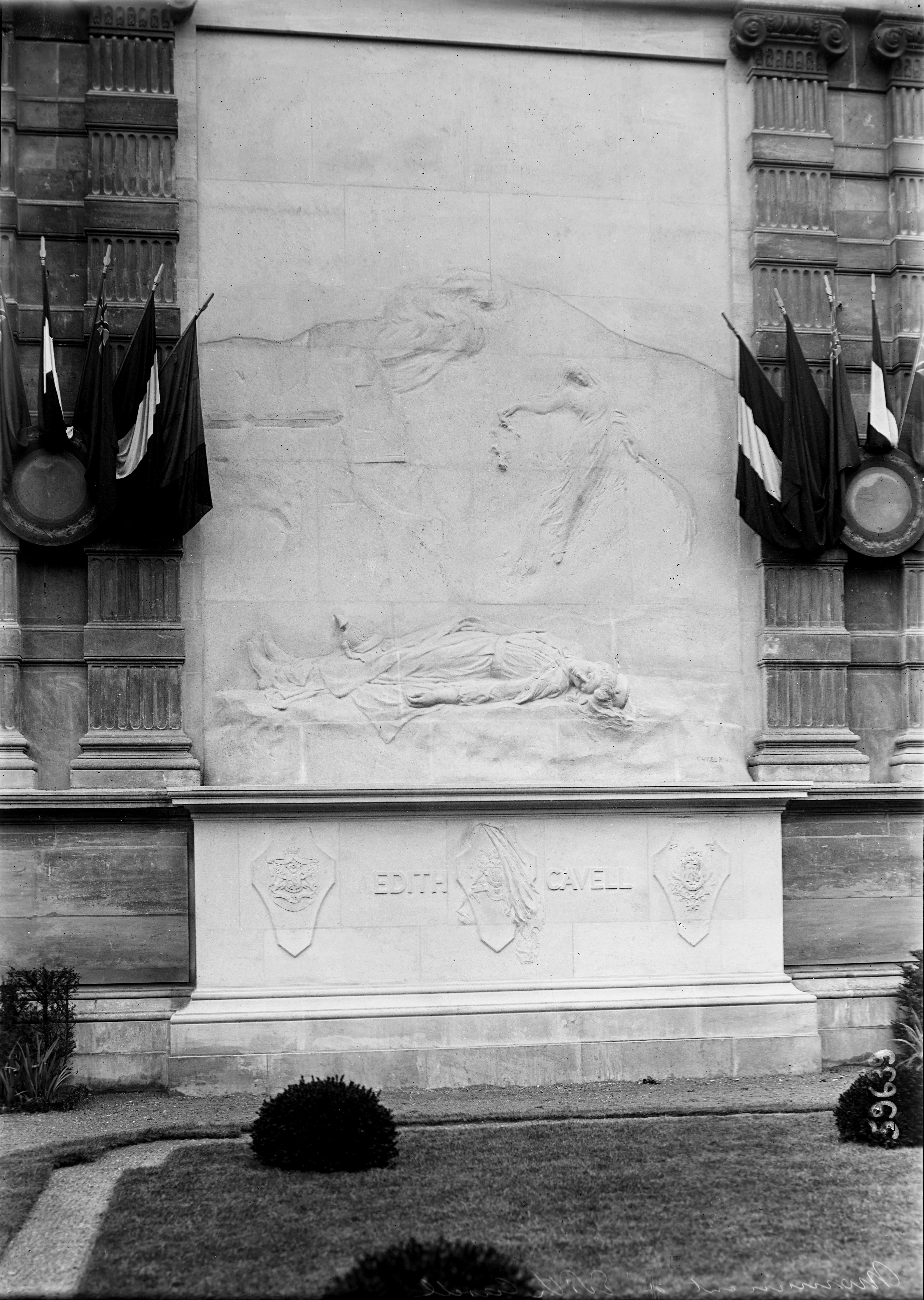
Monument à Edith Cavell (1920), Paris, jardin des Tuileries.
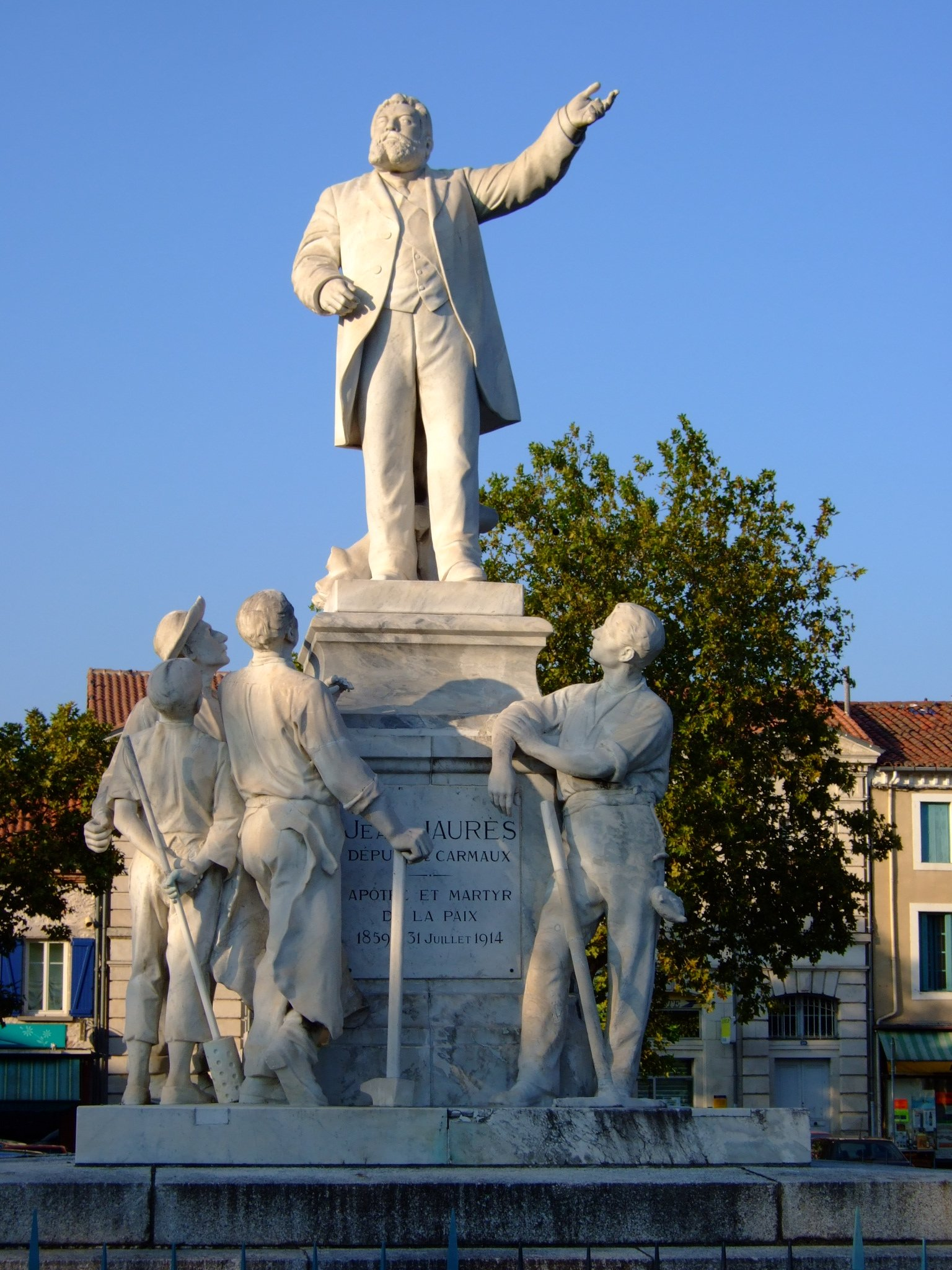
Monument à Jean Jaurès (copie en 1983 de l'original de 1923), Carmaux.
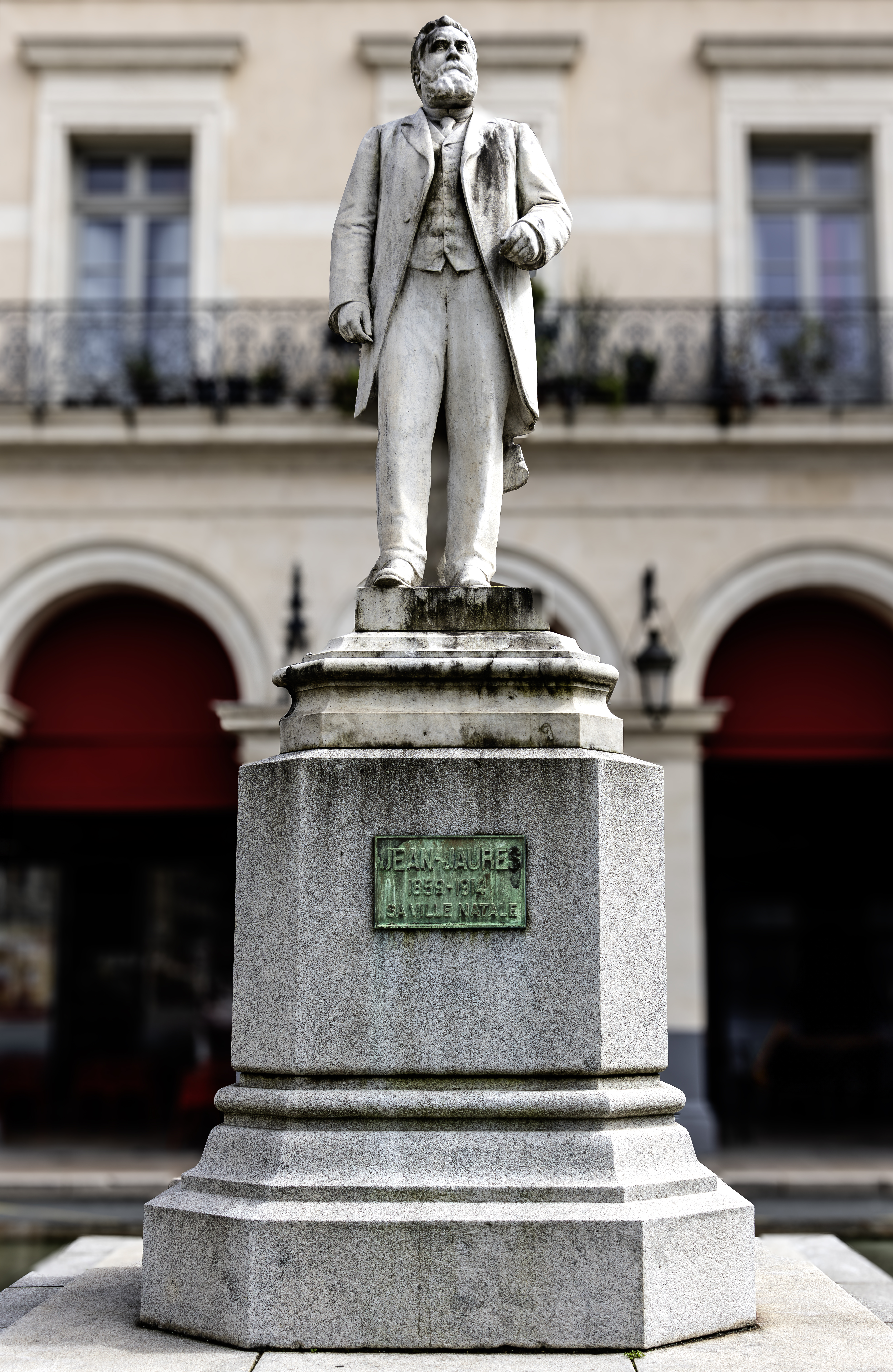
Monument à Jean Jaurès (1925), Castres.